# Bremerton
Bremerton è una città dello Stato di Washington, sede di importanti cantieri navali militari, chiamati Puget Sound Naval Shipyard, situati nell'ampia insenatura oceanica detta stretto di Puget, e di una famosa base navale (Naval Station Bremerton), sede nella seconda guerra mondiale di notevoli porzioni della Flotta del Pacifico degli Stati Uniti durante le pause operative e per l'effettuazione di lavori di riparazione e manutenzione.
Attualmente Bremerton mantiene la sua importanza come porto militare e base della U.S.Navy, idonea ad ospitare e mantenere anche le grandi portaerei nucleari statunitensi.

## Amministrazione

### Gemellaggi
Bremerton è gemellata con le seguenti città:
- Kure
- Olongapo[senza fonte]